# Автошлях Т 2603
Автошля́х Т 2603 — автомобільний шлях територіального значення у Чернівецькій області. Пролягає територією Чернівецького та Дністровського районів через Чернівці — Недобоївці — Хотин. Загальна довжина — 36,6 км.

## Маршрут
Автошлях проходить через такі населені пункти:
| Автошлях Т 2603     |              |
| Чернівецька область |              |
| Чернівецький район  |              |
| Чернівці            | Н03Н10       |
| Буда                |              |
| Рідківці            |              |
| Топорівці           |              |
| Колінківці          |              |
| Грозинці            |              |
| Бочківці            |              |
| Дністровський район |              |
| Шилівці             |              |
| Малинці             |              |
| Клішківці           | Т 2621       |
| Ширівці             |              |
| Владична            |              |
| Недобоївці          | Н03          |
|                     | Р63          |
| Хотин               | Т 2610Т 2614 |